# Dayah Meuriya
Dayah Meuriya is een bestuurslaag in het regentschap Aceh Utara van de provincie Atjeh, Indonesië. Dayah Meuriya telt 417 inwoners (volkstelling 2010).